# Kukačka východoaustralská
Kukačka východoaustralská (Cacomantis flabelliformis) je druh kukačky z rodu Cacomantis. Čeleď kukačkovitých je známá především kvůli hnízdnímu parazitismu, přičemž samotné kukačky na vejcích nesedí, jen je nakladou do cizích hnízd. Nejčastějšími „oběťmi“ kukačky východoaustralské jsou pak amady fidžijské a škraboškové. Zajímavostí kukačky východoaustralské ale je, že vejce hostitele z hnízd nevyhazují, naopak, jejich mláďata s nimi vyrůstají.

## Taxonomie a populace
Kukačku východoaustralskou poprvé popsal Latham již v roce 1802. V současnosti tvoří několik poddruhů: Cacomantis flabelliformis excitus, Cacomantis flabelliformis flabelliformis, Cacomantis flabelliformis pyrrophanus, Cacomantis flabelliformis schistaceigularis a Cacomantis flabelliformis simus.
Dle IUCN se tento druh řadí jako málo dotčený, tedy nechráněný. Populace kukačky východoaustralské je rozsáhlá a protože nemá žádné přirozené nepřátele, pořád se zvětšuje.

## Výskyt
Kukačku východoaustralskou bychom nalezli hlavně v Austrálii a přiléhajících souostrovích a ostrovech. Dále na Fidži, v Indonésii, Nové Kaledonii, Novém Zélandu, Papui Nové Guineji, Šalomounových ostrovech nebo na Vanuatu.
Nejvíce kukačky východoaustralské vyhledávají lesy mírného pásu nebo subtropické a tropické mangrovové lesy. Ani tropické vlhké horské lesy jim nevadí. Nejvíce kukaček tohoto druhu bychom nalezli na pobřežích, přesto jsou výjimečně k vidění až 1 000 km do vnitrozemí.

## Popis
Kukačka východoaustralská má hlavu břidlicově šedé barvy, v podobném odstínu jsou i záda a křídla. Dolní partie jsou lesklé do rezava. Okolo kulatých, černých očí je zářivě žlutý kruh, ten je jediným účinným prvkem v rozlišování tohoto druhu kukačky. Například kukačka pokřovní (Cacomantis variolosus) je té východoaustralské velmi podobná a rozlišit je, je možné jen díky žlutému kruhu okolo očí kukačky východoaustralské. Dalším podobným druhem je třeba kukačka hnědobřichá (Cacomantis castaneiventris).
Hlas kukačky východoaustralské je klesající trylkování, které může znít jako chirrip-chirrip.

## Ekologie
Kukačky východoaustralské se živí nejrůznějšími druhy hmyzu a jeho larvami. Dále také ovocem a zeleninou a výjimečně i ptáčaty malých druhů ptáků. Taková ptáčata loví za letu a rovnou z hnízda. Kořist lokalizuje a poté se na ni vrhne a odnese, popřípadě na místě sežere.
V Austrálii probíhá období hnízdění od července do ledna. Samice nakladou kropenatá nebo nafialovělá vejce do cizích hnízd, přičemž vejce hostitele nevyhazují, naopak je tam nechávají. Vhodné hnízdo by mělo být dostatečně velké, miskovitého tvaru a na vysokém stromě, vhodná hnízda nabízí právě některé druhy amad, modropláštníkovití nebo střízlíkovci.